# 茨城県道275号土浦停車場線

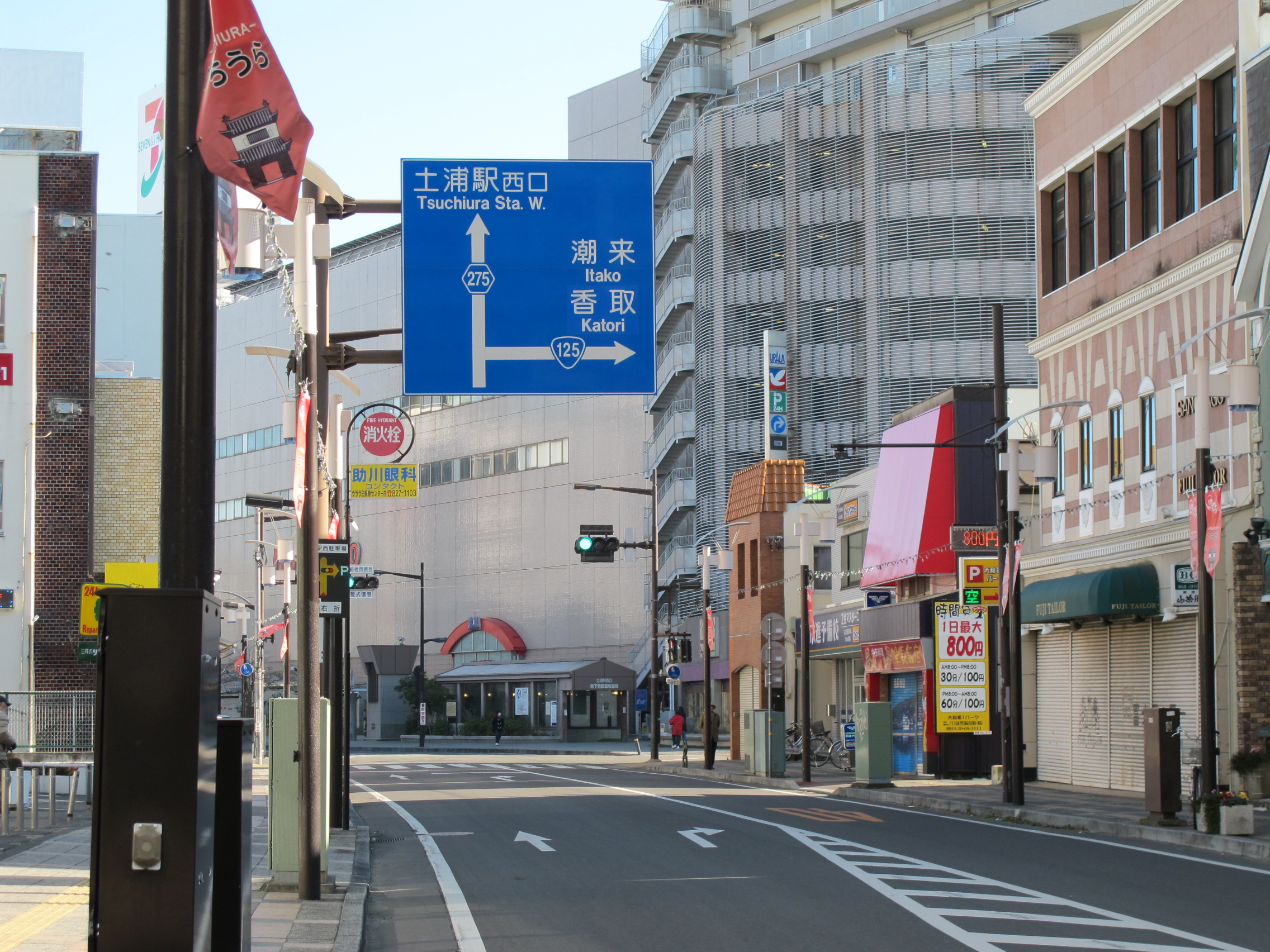
終点・土浦市大和町（2013年2月撮影）

茨城県道275号土浦停車場線（いばらきけんどう275ごう つちうらていしゃじょうせん）は、茨城県土浦市内を通る県道で、東日本旅客鉄道（JR東日本）常磐線土浦駅と接続するための道路である。

## 概要
JR常磐線土浦駅西口と国道125号を結ぶ延長170メートル (m)の停車場連絡道路。土浦駅西口ロータリーに接し、駅前の複合商業施設ウララの北面に隣接する2車線の道路で、幅広い歩道が特徴である。

### 路線データ
- 起点：土浦市大和町（土浦駅西口）[1]
- 終点：土浦市大和町（茨城県道48号土浦竜ヶ崎線交点）[1]
- 総延長：183 m[2]
- 重用延長：なし[2]
- 未供用延長：なし[2]
- 実延長：183 m[2]
- 自動車交通不能区間延長[注釈 1]：なし[2]

## 歴史
1959年（昭和34年）10月14日、新たな県道として土浦市大和町の土浦停車場を起点とし、二級国道佐原熊谷線（現、国道125号）交点を終点とする区間を本路線とする県道土浦停車場線として茨城県が県道路線認定した。
1995年（平成7年）に整理番号275となり現在に至る。

### 年表
- 1895年（明治28年）11月4日：土浦駅開業
- 1920年（大正9年）4月1日：現在の路線の前身である土浦停車場線が路線認定される。[3]
- 1959年（昭和34年）10月14日
  - 現在の路線が路線認定される（図面対象番号261）[4]。
  - 道路の区域は、土浦市大和町の土浦停車場から土浦市大和町の二級国道佐原熊谷線交点までと決定された[1]。
- 1995年（平成7年）3月30日：整理番号が整理番号315から現在の番号（整理番号275）に変更される[5]。
- 1997年（平成9年）4月3日：電線共同溝を整備すべき道路の指定を受ける[6]。

## 路線状況
道路法の規定に基づき、以下の区間は緊急輸送道路として機能を維持するため、災害発生時の被害拡大防止を目的に道路用地内に新たに電柱を建てることが制限されている。
- JR土浦駅 - 土浦市大和町（県道土浦竜ヶ崎線交差[注釈 2]）[7]

## 地理

### 通過する自治体
- 茨城県
  - 土浦市

### 交差する道路
- 国道125号

### 沿線
- JR 土浦駅
- ウララ